# إلهام فضالي
إلهام محمد توفيق فضالي. دكتورة فيزيائية مصرية، حاصلة على جائزة أفضل بحث في الفيزياء التطبيقية لسنة 2020 على مستوى العالم من مجلة عالم الفيزياء.

## نشأتها وتعليمها
وُلدت إلهام فضالي في محافظة بني سويف وترجع اصول والدها الي قرية بني مؤمنه - مركز ببا ووالداتها لقرية النويرة محافظة بني سويف. توفى والدها قبل ولادتها، تميزت فضالي بتفوقها في المراحل الدراسية المختلفة منذ صغرها فهي الأولى في الابتدائية والاعدادية والثانوية. حصلت على بكالوريوس العلوم في الهندسة الإلكترونية من الجامعة الأمريكية بالقاهرة في عام 2013، ثم سافرت إلى الولايات المتحدة في منحة تعليمية لمدة ترم واحد، ودرست هناك مادة الفيزياء مواد الأشباه الموصلة، واستكملت فيه الدراسات العليا. قدمت للحصول على منحة للماجستير في المفوضية الأوروبية في الجامعة الكاثوليكية في بلجيكا، وهي شهادة مزدوجة من جامعتي جامعة لوفان ببلجيكا وجامعة تشالمرز للتكنولوجيا بالسويد، وحصلت على درجة الماجستير في علوم النانو تكنولوجي تخصص الالكترونيات الدقيقة في عام 2015.
عملت كباحث في جامعة دلفت التنقنية في هولندا لمدة عام ونصف، ثم بدأت رحلة الدكتوراة في عام 2017 بجامعة آيندهوفن للتكنولوجيا الهولندية. ركزت دراساتها العليا في فيزياء الأجهزة الإلكترونية بدلًا من هندسة الإلكترونيات.

## البحث
حصلت إلهام فضالي على جائزة أحسن بحث في الفيزياء التطبيقية لسنة 2020، وفكرة البحث الخاص بها حول الحصول على انبعاث ضوئي من خليط السيلكون والسليكون جريمن، وهذه هي المكون الرئيسي للشرائح الالكترونية لاستخدامها في إسراع عملية نقل البيانات بحيث تصل إلى سرعة الضوء. البحث الخاص بها مشترك بين فيزياء علوم المواد وجزء من الفيزياء النظرية الخاصة بالمواد النانو متناهية الصغر، البحث لا يزال في طور أولي، اثبتت الفرضيات النظرية بشكل عملي في المعمل.